# Napęd Alcubierre’a

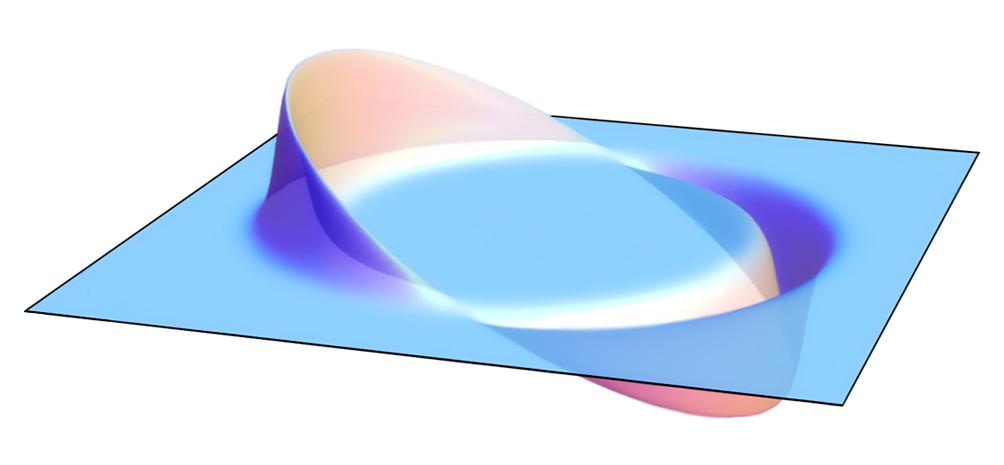
Wizualizacja napędu Alcubierre’a, pokazująca zakrzywione regiony czasoprzestrzeni w odniesieniu do płaskiego regionu centralnego

Napęd Alcubierre’a – hipotetyczny napęd kosmiczny typu warp, oparty na rozwiązaniu równań pola Einsteina zaproponowanym przez fizyka Miguela Alcubierre’a.
Alcubierre, profesor Universidad Nacional Autónoma de México, w swym artykule zaproponował manipulację czasoprzestrzenią, dzięki której statek mógłby podróżować z prędkością większą niż prędkość światła w próżni bez pogwałcenia zasad teorii względności.

## Oryginalna koncepcja
W maju 1994 roku Alcubierre opublikował w Classical and Quantum Gravity artykuł pt. „The warp drive: Hyper-fast travel within general relativity”, w którym przedstawił możliwości przemieszczania się w przestrzeni szybciej niż światło w próżni. 
Hipotetycznie można tak zakrzywiać przestrzeń, że wyimaginowany statek kosmiczny przebędzie drogę z punktu A do punktu B szybciej niż światło w próżni, nie łamiąc przy tym zasad fizycznych. Alcubierre założył, że prawa fizyki nie nakładają ograniczenia na prędkość deformowania czasoprzestrzeni. Przestrzeń pomiędzy dwoma punktami może się rozszerzać jak guma, a wtedy te dwa punkty, w innym wypadku nieruchome, poruszają się względem siebie.
Statek kosmiczny pomysłu Alcubierre’a jest otoczony swego rodzaju bąblem zakrzywionej czasoprzestrzeni. Przed statkiem czasoprzestrzeń się kurczy, a za statkiem rozszerza. W środku bąbla czasoprzestrzeń jest płaska, co znaczy, że załoga znajduje się w bezpiecznej zerowej grawitacji. Sam bąbel może się poruszać z prędkością nieograniczoną.

## Fizyka napędu Alcubierre’a
Ogólna teoria względności zakłada, że każdy obiekt obdarzony masą zagina przestrzeń wokół siebie i opisuje zachowanie obiektów poruszających się w takiej zakrzywionej przestrzeni. Do stworzenia napędu Alcubierre’a konieczne jest użycie tzw. materii egzotycznej, mającej ujemną masę lub innego źródła zakrzywienia czasoprzestrzeni przeciwnego do tego, które jest wywoływane przez normalną materię.

## Napęd w literaturze
- M. John Harrison – Światło : rozdz. 21. ma tytuł "Przełom Alcubierre’a"
- Stephen Baxter – Ark
- William H. Keith, Jr. (pod pseudonimem Ian Douglas) – seria Star Carrier
- Evan Currie – seria Odyssey One
- Liu Cixin – Koniec śmierci (Death’s End; 2010)
- B. V. Larsson Legion Nieśmiertelnych - seria